# Clères
Clères là một xã thuộc tỉnh Seine-Maritime trong vùng Normandie miền bắc nước Pháp.

## Huy hiệu
| Arms of Clères | The arms of Clères are blazoned: Argent, a bend azure diapered Or, charged with a flamingo Or. |

## Dân số
| Năm | 1962 | 1968 | 1975 | 1982 | 1990 | 1999 | 2006 |
| --- | ---- | ---- | ---- | ---- | ---- | ---- | ---- |
| Dân số | 1006 | 1055 | 1091 | 1302 | 1254 | 1266 | 1324 |
| From the year 1962 on: No double counting—residents of multiple communes (e.g. students and military personnel) are counted only once. |      |      |      |      |      |      |      |

## Thị trấn kết nghĩa
- Goldenstedt, Đức, từ năm 1989
- Leverkusen, Đức, từ năm 2000